# Terpandro
Terpandro (en griego Τέρπανδρος, Térpandros; Lesbos, primera mitad del siglo VII a. C.) fue un poeta y músico griego, inventor de la escala diatónica.

## Biografía
Su nombre significa «deleitador de hombres». La leyenda asegura que pacificó Esparta por medio de la música por mandato del Oráculo de Delfos. Ganó el premio en la primera festividad de Apolo Cárneo (676 a. C.). Fundó en Esparta la escuela citarédica.
Vivió en el siglo VII a. C. y pudo haber sido contemporáneo de Calino, Arquíloco y Tales de Creta. Fue famoso por componer ligeras canciones con que los griegos amenizaban la vida doméstica y que solían solazar la mesa. Estas canciones populares no se consideraban ocupación indigna de los hombres eminentes: las hicieron personas tan respetables como Solón, Platón y Aristóteles. 
Terpandro pasa también por ser el inventor del barbitón y del heptacordio (lira de siete cuerdas), añadiendo tres cuerdas más a la lira de cuatro. Créese igualmente que aplicó a las composiciones líricas el canto y un acompañamiento seguido, lo que distinguió en adelante esta poesía de la elegía política y de la poesía yámbica, que no requerían más ayuda que el antiguo recitado rapsódico.
Este insigne músico griego que descubrió para la Antigua Grecia la cuarta y la séptima notas, amplió así la escala pentatónica conocida hasta entonces, con lo que creó el diatonismo que perduró en el mundo occidental hasta hoy.
Fue acusado ante el senado de Esparta por haber añadido a su lira las cuerdas que producían los nuevos sonidos. Se dice que el Senado aceptó discutir la acusación, que dividió las opiniones: unos pedían pena de cárcel, y otros, menos severos o tal vez más cultos, creían que bastaba con imponerle una multa. Otra cosa indigna fue que al presentarse Terpandro con su lira, que llevaba ya siete cuerdas, a competir en los Juegos Olímpicos donde se disputaban los premios grandes personalidades como Sófocles, Esquilo y otros eminentes griegos, el jurado, conservador también, lo obligó a romper las cuerdas de los nuevos sonidos.
Sin embargo, los beneficios de los sonidos sexto y séptimo fueron evidentes. En primer lugar, con ellos nacieron, a la vez, nuestra escala diatónica mayor y los semitonos. 
En aquella escala, no había ningún intervalo que correspondiera a lo que hoy llamamos semitonos, pues de do a re había un tono; de re a fa un intervalo mayor que éste; de fa a sol un tono y de sol a la otro tono. Al conquistar Terpandro los sonidos sexto y séptimo quedaron en esta forma: fa, do, sol, re, la, mi y si, y al colocarlos por grados conjuntos do, re, mi, fa, sol, la, si, más la repetición de la base do, resultaron la escala llamada diatónica y los semitonos entre las notas mi-fa y si-do, lo que demuestra que el semitono surgió sin la idea de dividir el tono. 
Curioso es que, después de veintiséis siglos, los músicos no hayan descubierto todavía el origen de la escala diatónica mayor, lo que comprueba de manera absoluta lo dicho por Gevaert: «En música empieza apenas el período de la reflexión».